# Allée d'Andrézieux

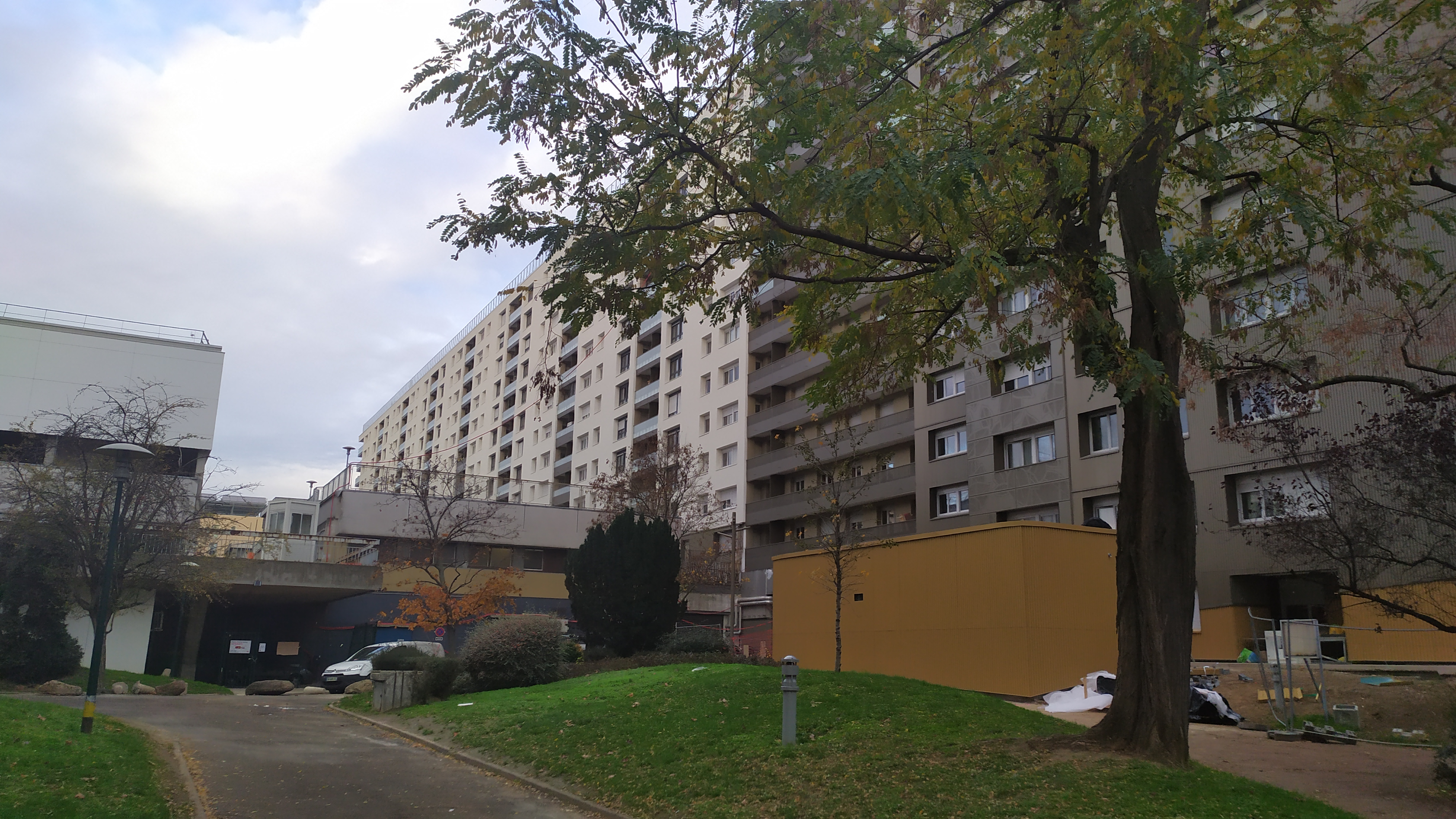
Partie locataire réhabilitée de l'allée d'Andrézieux.

L’allée d’Andrézieux est une voie du quartier de la Goutte-d’Or du 18e arrondissement de Paris, en France.

## Situation et accès
L’allée d’Andrézieux est une voie privée située dans le 18e arrondissement de Paris. Elle débute au 90, rue des Poissonniers et se termine en impasse.

## Origine du nom
Elle porte le nom d'Andrézieux, une ancienne commune de la Loire : le premier chemin de fer de France date en 1828 et reliait Saint-Étienne à Andrézieux. Les anciennes communes d’Andrézieux et de Bouthéon ont fusionné en 1965 pour former la commune d’Andrézieux-Bouthéon.

## Historique

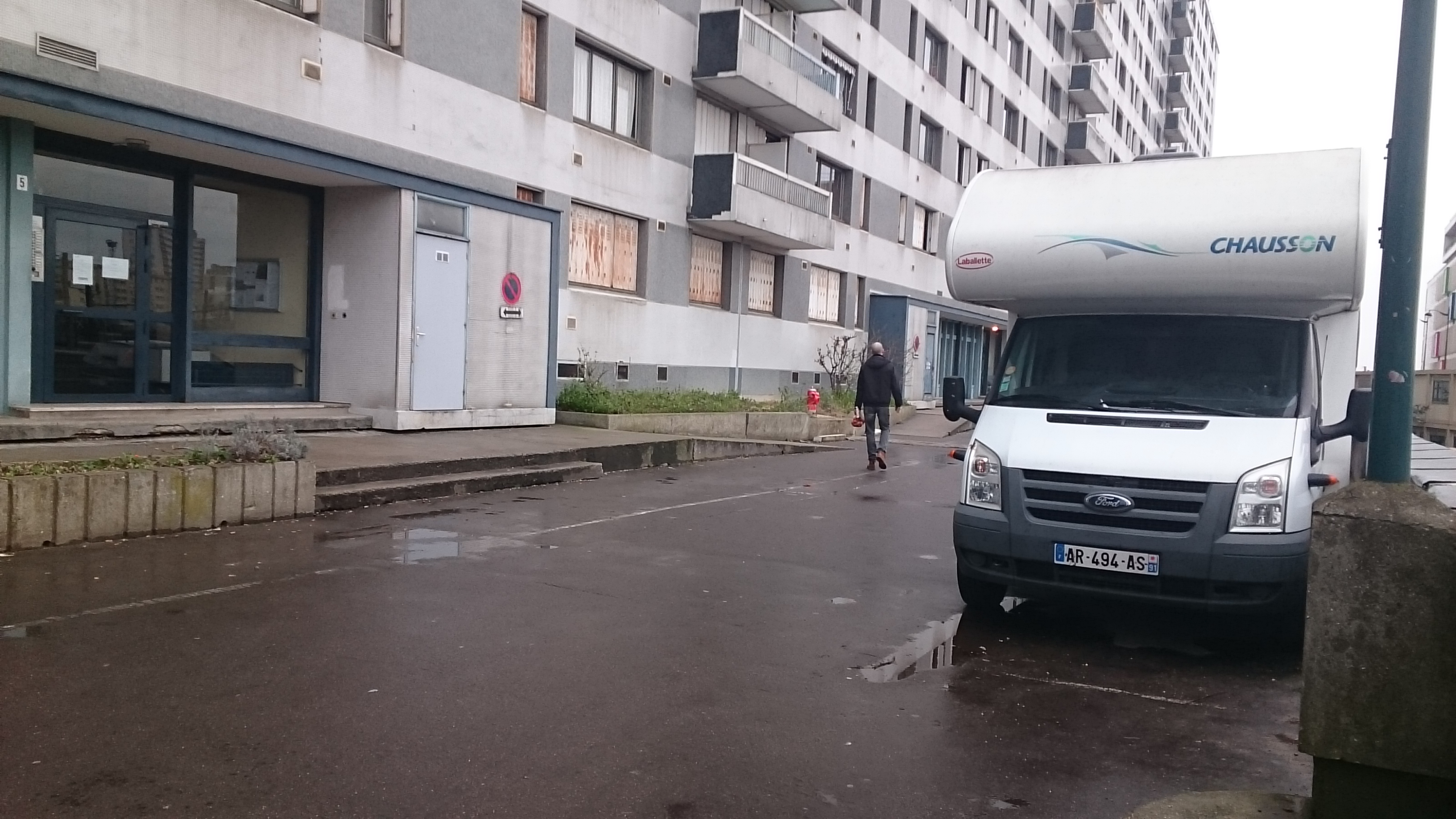
Partie locataire de l'allée d'Andrézieux (mars 2018).

Créée en 1971 lors de la construction d'un groupe d'immeubles sur des terrains ayant appartenu à la SNCF, cette voie privée a reçu le nom d'« allée d’Andrézieux » par un décret préfectoral du 15 mars 1972. 

## Au cinéma
Durant l'année 2005, un film est tourné dans l'allée d'Andrézieux, il a pour titre Dans tes rêves. On y voit plusieurs scènes, notamment près du dépôt de La Chapelle et différents endroits de la Goutte-d'or. 
En décembre 2019, pour un téléfilm diffusé sur France 2 et nommé Le crime lui va si bien, quelques scènes sont également tournées allée d'Andrézieux.